# Dendrobium anceps
Dendrobium anceps är en orkidéart som beskrevs av Olof Swartz. Dendrobium anceps ingår i släktet Dendrobium, och familjen orkidéer. Inga underarter finns listade i Catalogue of Life.

## Bildgalleri

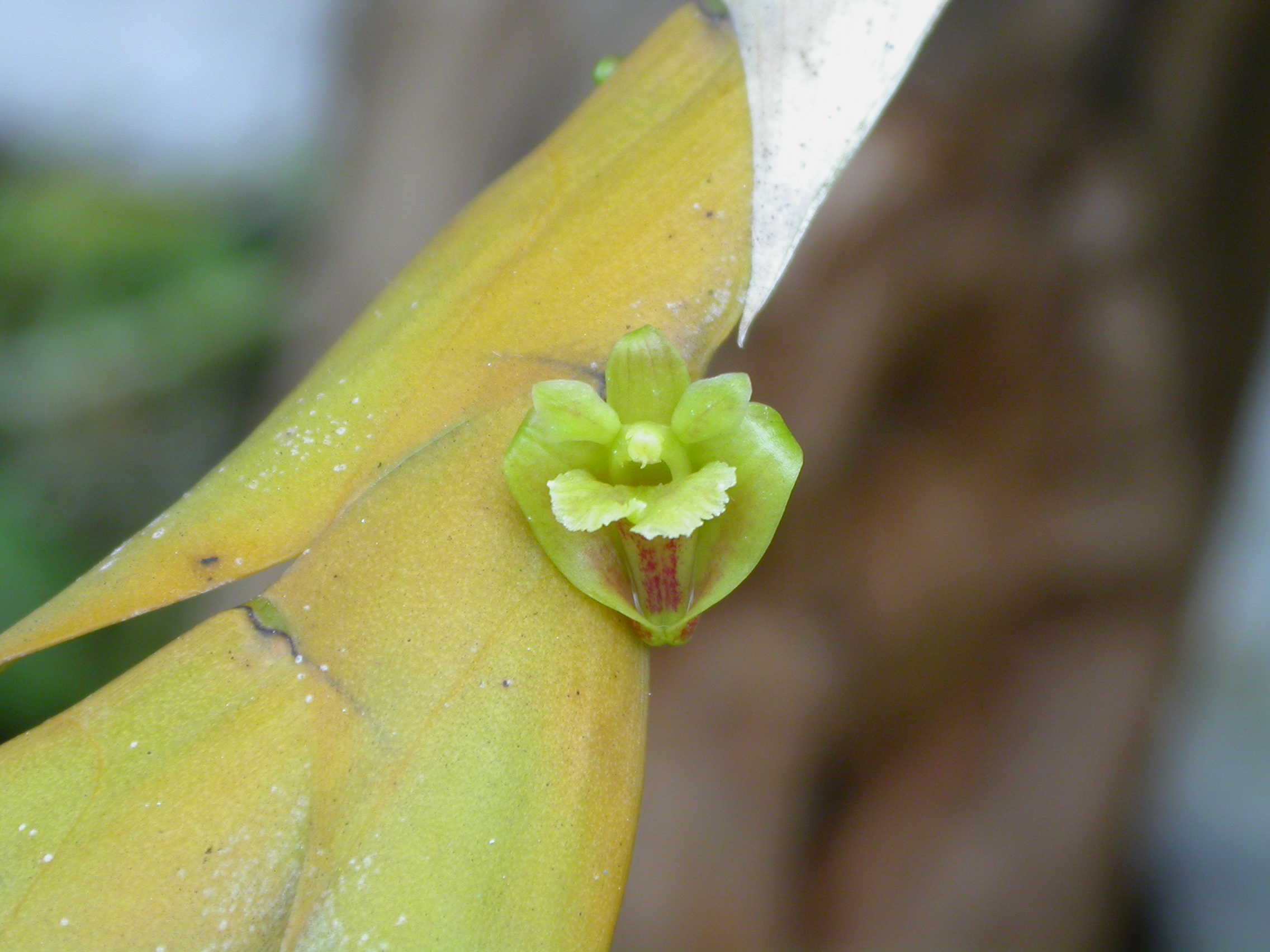
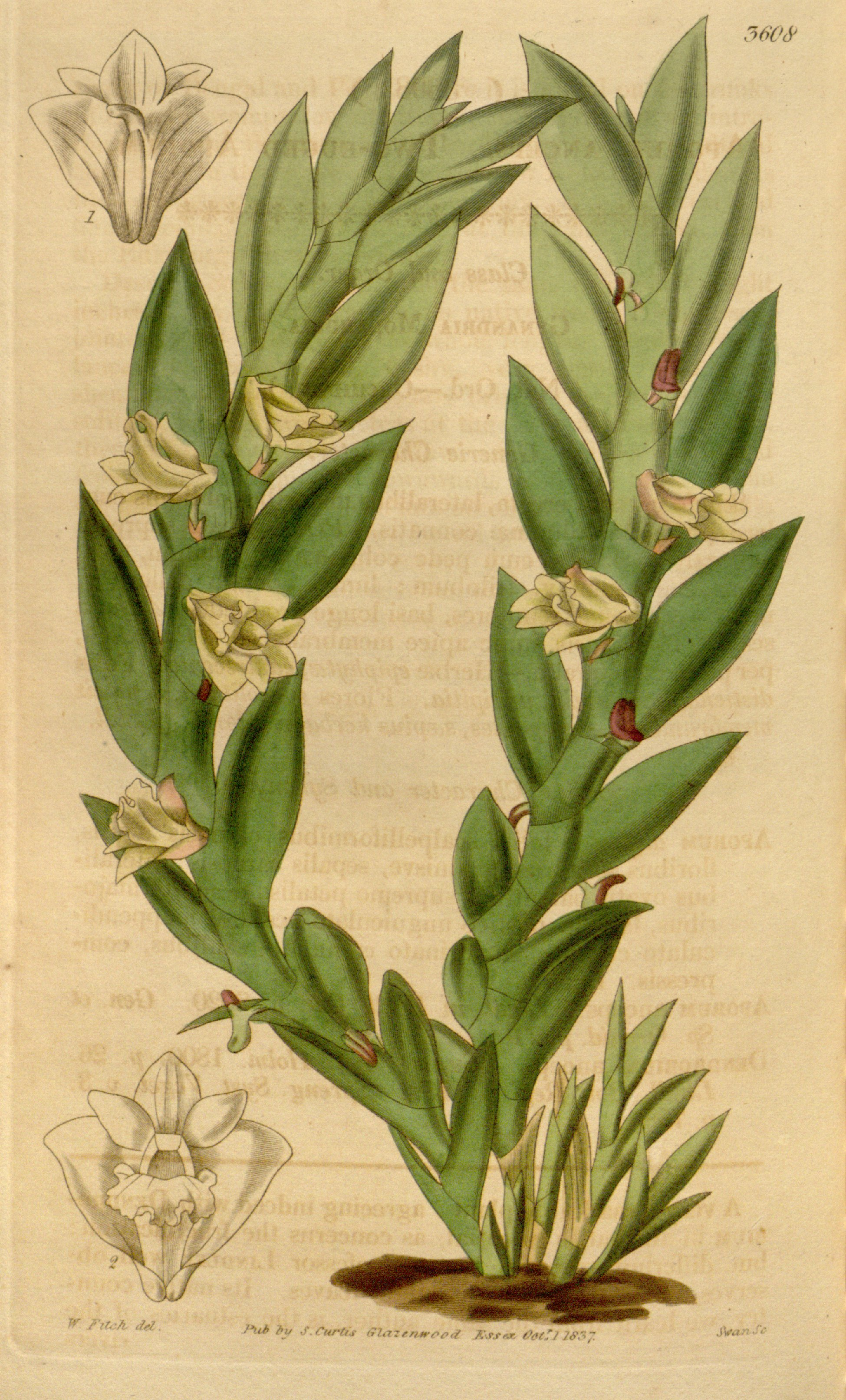